# Lijst van beelden in Oude IJsselstreek
Dit is een (onvolledige) chronologische lijst van beelden in Oude IJsselstreek. Onder een beeld wordt hier verstaan elk driedimensionaal kunstwerk in de openbare ruimte van de Nederlandse gemeente Oude IJsselstreek, waarbij beeld wordt gebruikt als verzamelbegrip voor sculpturen, standbeelden, installaties, gedenktekens en overige beeldhouwwerken.
Voor een volledig overzicht van de beschikbare afbeeldingen zie: Beelden in Oude IJsselstreek op Wikimedia Commons.
| Geplaatst | Omschrijving                            | Kunstenaar                   | Straat                                                        | Plaats     | Materiaal                     | Afbeelding |
| --------- | --------------------------------------- | ---------------------------- | ------------------------------------------------------------- | ---------- | ----------------------------- | ---------- |
| voor 1900 | Heilig Hartbeeld                        | Louis Gasne                  | Kerkplein                                                     | Gendringen | Gietijzer                     |            |
| 1914      | Het toespreken van de vissen (reliëf)   |                              | Dr. Ariënsstraat 1, boven entree Sint Antonius van Padua-kerk | Ulft       |                               |            |
| 1929      | Heilig Hartbeeld                        |                              | Past. Mölderstraat                                            | Megchelen  | Beschilderd beton             |            |
| 1946      | Verzetsmonument                         | A.W. Helmink                 | Rademakersbroek                                               | Varsseveld | baksteen, natuursteen, marmer |            |
| 1949      | Oorlogsmonument                         | Nicolaas van der Kreek       | Prinses Irenestraat                                           | Varsseveld | Natuursteen                   |            |
| 1950      | Heilig Hartbeeld                        | Leo Jungblut                 | Dr. Ariënsstraat 1                                            | Ulft       | Keramiek                      |            |
| 1956      | Maria breitet die Mantel                | Albert Dresmé                | Akenloodseweg 1                                               | Gendringen | Kalksteen                     |            |
| 1954      | IJzergieter                             | Chris Elffers                | Frank Daamenstraat                                            | Ulft       |                               |            |
| 1958      | Reliëfs herten, zeepaardjes en kinderen | Joop Puntman                 | Grotestraat 87                                                | Gendringen | Keramiek                      |            |
| 1971      | Engel met bazuin                        | Henri Boelaars               | Kerkstraat                                                    | Ulft       | Brons                         |            |
| 1986      | De grote slak                           | Maja van Hall                | Heggenseveld 1                                                | Ulft       | Kalksteen                     |            |
| 1989      | Amor (fokhengst)                        | Henk Göbel en Martha Carlier | Twenteroute 8                                                 | Heelweg    | Brons                         |            |
| 1994      | Gent                                    | Gene Holt                    | Staringstraat, bij gemeentehuis                               | Gendringen |                               |            |
| 1994      | Help                                    | Ben Overkamp                 | Kerkstraat / Middelgraaf                                      | Ulft       | Brons                         |            |
| 1994      | Ringen                                  | Jozef Kemperman              | Staringstraat, bij gemeentehuis                               | Gendringen | IJzer                         |            |
| 1995      | Dr-aaibare beelden                      | Joost Kemperman              | J.F. Kennedyplein                                             | Ulft       | Natuursteen                   |            |
| 2003      | Boer met koeien                         | Ben Overkamp                 | Martinuspark                                                  | Megchelen  | Brons                         |            |
| 2009      | Spelende kinderen                       | Jet Heusinkveld              |                                                               | Sinderen   |                               |            |
| 2010      | Monument Dwangarbeiders Rees            | Piet Sluiter                 | Pastoor Geerdink-Johanninkweg 6                               | Megchelen  | Brons                         |            |
| 2015      | Social Sofa Vrijheidsbank               | Emeke Buitelaar              | Netterdensestraat, hoek Revenseweg                            | Netterden  | Mozaïek                       |            |